# Dino Rulli
Dino Rulli (Roma, 10 ottobre 1891 – Roma, 19 maggio 1929) è stato un compositore e musicista italiano.

## Biografia
Nato a Roma, frequenta all'Accademia di Santa Cecilia, i corsi di composizione e strumentazione per diplomarsi con Ciro Renzi, in violino, con Alessandro Bustini, in pianoforte, e in composizione con Cesare Dobici, nel 1914, arruolato nell'esercito viene inviato sul fronte carsico, rimanendo per cinque anni impegnato nella guerra con gli austriaci.
Al ritorno dal fronte inizia il suo lavoro di compositore di canzoni che lo renderanno famoso, una delle prime è Sogna la gioventù, dopo la quale gli editori Franchi di Roma lo metteranno sotto contratto, e per i quali scrive Apache, Ninnolo e la più famosa Yvonne, del 1921, poi Addio Tabarin 1922, Scettico blues 1924 e Nanette 1925, queste ultime due lanciate dalla cantante Lydia Johnson, composizioni che rimarranno nella storia della canzone italiana di tutti i tempi.
In quegli anni lavora di frequente come compositore per il teatro di varietà, scriverà le partiture per alcuni spettacoli di Petrolini, e per quattro operette.
Poi negli anni altri successi come Mogador (Leggenda Marocchina), Nel Brasile, Odette (Idillio messicano), e Appassionatamente, ultimo pezzo musicale composto, spesso usato dalle orchestre e dai pianisti, che accompagnavano nelle sale cinematografiche i film muti, prima della prematura morte del musicista avvenuta all'età di 38 anni.

## Canzoni composte
- Sogna la gioventù (1919)
- Ah! quel piedin (1920)
- Apache (1921)
- Mondo piccino (1921)
- Ninnolo (1921)
- Yvonne (1921)
- Mimì (1922)
- Addio Tabarin (1922)
- Bionda fatina (1923)
- Odette (Idillio messicano) (1923)
- Fox-trot della nostalgia (1923)
- Koucht, koucht (1923)
- Scettico blues (1924)
- Paese del kakao (1924)
- Donna e giornale (1924)
- Tom Bull (1924)
- Oh! Virginia (1924)
- Johnson (1924)
- Si chiamava Pi-Ci-Ci (1924)
- Cuore e roulette (1925)
- Nanette (1925)
- Merletti e decoltès (1927)
- Mogador (Leggenda Marocchina) (1927)
- Nel Brasile (1927)
- Appassionatamente (1928)
- Menestrello vagabondo (1928)
- Oceano (1928)
- Maschere veneziane (1928)
- Villico black bottom (1928)
- Il tango dell'oro (1929)
- Maruska (1929)
- Ramona (1929)
- Simonetta (1929)

## Operette
- La ragazza nella penombra, prima a Milano il 5 giugno 1923
- Un signore senza pace, prima a Bologna Arena del Sole il 14 febbraio 1925
- Vagabondo delle stelle, prima a Torino il 21 marzo 1927
- La signora Mannequin, prima al Teatro Bellini di Napoli il 28 aprile 1928